# Charles Newton Pickworth
Charles Newton Pickworth (* 4. März 1861 in London; † 15. Mai 1955 in Cheadle, Cheshire bei Manchester) war ein englischer Ingenieur, Redakteur und Autor.

## Leben und Leistungen
Charles Newton Pickworth wurde am 28. April 1861 in St. Pancras, Middlesex, heute ein Teil von London, getauft. Sein Vater war der Ingenieur („Practical engineer“) John Pickworth und seine Mutter Matilda Pickworth.
Charles Pickworth und seine Frau Louisa hatten zwei Kinder, den Sohn Philip Charles Newton Pickworth, der ebenfalls Ingenieur („M. Sc. (Techn)“) wurde, und Tochter Dora Winifred Louisa.
Von 1868 bis 1874 besuchte Pickworth die Holy Trinity Schools in Haverstock Hill, London. Von 1875 bis 1888 arbeitete er in verschiedenen Werkstätten, zuletzt als Konstrukteur („draughtsman“). Ab 1889 arbeitete er als Assistent des Schriftleiters für das Journal Mechanical World. 1891 wurde er selbst Schriftleiter. 1899 wurde er als Mitglied der Institution of Mechanical Engineers vorgeschlagen.
Bekannt wurde Pickworth als Autor technischer Handbücher. Besonders hervorzuheben ist „The slide Rule: a Practical Manual [for Engineers]“ (Der Rechenschieber: Ein Praktischer Leitfaden [für Ingenieure]), das in insgesamt 24 Auflagen erschienen ist. Dieses Werk gibt nicht nur einen umfassenden Einblick in den Gebrauch des Rechenschiebers auf dem jeweiligen Stand der Technik, sondern erlaubt auch die Entwicklung des Rechenschiebers über vier Jahrzehnte nach zu verfolgen. Daneben schrieb er auch weitere Bücher wie „The Indicator Handbook“ in zwei Bänden über die Konstruktion von Anzeigen und deren Skalen.